# Labidostomis senicula
Labidostomis senicula – gatunek chrząszcza z rodziny stonkowatych i podrodziny Cryptocephalinae.
Takson ten opisany został w 1872 roku przez Ernsta Gustava Kraatza.
Chrząszcz o walcowatym ciele długości od 7,2 do 9 mm. Jego narządy gębowe mają czarną wargę górną oraz zmodyfikowane żuwaczki o wyniesionych i zaostrzonych krawędziach zewnętrznych. Nadustek na krawędzi wierzchołkowej ma trzy ząbki. Przedplecze jest błyszczące, delikatnie i rzadko punktowane, porośnięte położonym i w tyle miejscami zagęszczonym owłosieniem. Pokrywy są nagie, a w ich ubarwieniu występują dobrze rozwinięte plamy barkowe. Genitalia samca charakteryzują się obecnością dwóch owalnych wklęśnięć na brzusznej powierzchni edeagusa. 
Owad palearktyczny, eurazjatycki. Rozprzestrzeniony jest od południowo-wschodniej części Rosji przez Kazachstan, Azję Środkową i Mongolię po Sinciang w północno-zachodniej części Chin.